# Élection présidentielle turque de 2014
L'élection présidentielle turque de 2014 s'est tenue le 10 août 2014, pour la première fois au suffrage universel. Le président de la république de Turquie est le chef de l’État turc. Avant le référendum sur la réforme constitutionnelle de 2007, il était élu par la Grande Assemblée nationale de Turquie.
D'après les résultats provisoires publiés par le Haut conseil électoral de la république de Turquie le lendemain de l'élection, Recep Tayyip Erdoğan est élu dès le premier tour après avoir remporté près de 51 % des suffrages exprimés. Ekmeleddin İhsanoğlu remporte près de 38 % des suffrages, Selahattin Demirtaş 9 %.

## Contexte

### Résultats des élections précédentes
Résultats des principaux partis lors des trois dernières élections :
- Élections municipales turques de 2009
- Élections législatives turques de 2011
- Élections municipales turques de 2014

- AKP
- CHP
- MHP
- DTP/Indépendant/BDP

## Candidats
Les trois candidats déclarés sont :
- Recep Tayyip Erdoğan, Premier ministre de Turquie et président de l'AKP ;
- Ekmeleddin İhsanoğlu, ancien secrétaire général de l'Organisation de la coopération islamique, investi par le CHP et le MHP ;
- Selahattin Demirtaş, député du BDP.

Dans le tableau ci-dessous, les partis écrits en gras sont ceux représentés dans la Grande Assemblée nationale de Turquie.
| Abr.      | Parti                                              | Orientation                                                | Candidat                       |
| --------- | -------------------------------------------------- | ---------------------------------------------------------- | ------------------------------ |
| AKP       | Parti de la justice et du développement,           | Conservatisme, Islamisme démocratique, Nationalisme,       | Recep Tayyip Erdoğan           |
| ANAP      | Parti de la mère patrie,                           | Libéral-conservatisme                                      | Recep Tayyip Erdoğan           |
| CHP       | Parti républicain du peuple,                       | Kémalisme, Social-démocratie, Nationalisme, Laïcité        | Ekmeleddin İhsanoğlu           |
| MHP       | Parti d'action nationaliste,                       | Nationalisme Euroscepticisme                               | Ekmeleddin İhsanoğlu           |
| DSP       | Parti de la gauche démocratique,                   | Social-démocratie                                          | Ekmeleddin İhsanoğlu           |
| DP        | Parti démocrate,                                   | Libéralisme économique                                     | Ekmeleddin İhsanoğlu           |
| DYP       | Parti de la juste voie,                            | Nationalisme                                               | Ekmeleddin İhsanoğlu           |
| BBP       | Parti de la grande unité,                          | Islamisme sunnite                                          | Ekmeleddin İhsanoğlu           |
| LDP       | Parti libéral-démocrate,                           | Libéralisme                                                | Ekmeleddin İhsanoğlu           |
| BTP       | Parti pour une Turquie indépendante,               | Islamisme, nationalisme, libéralisme                       | Ekmeleddin İhsanoğlu           |
| DEV-Parti | Parti révolutionnaire du peuple,                   | Socialisme                                                 | Ekmeleddin İhsanoğlu           |
| TSİP      | Parti socialiste turc des travailleurs,            | Socialisme                                                 | Ekmeleddin İhsanoğlu           |
| BDP       | Parti de la paix et de la démocratie,              | Socialisme Écologie politique Féminisme Nationalisme kurde | Selahattin Demirtaş            |
| EMEP      | Parti du travail,                                  | Socialisme                                                 | Selahattin Demirtaş            |
| EHP       | Parti du mouvement des travailleurs,               | Marxisme-léninisme                                         | Selahattin Demirtaş            |
| DSİP      | Parti révolutionnaire socialiste des Travailleurs, | Trotskisme                                                 | Selahattin Demirtaş            |
| SDP       | Parti de la démocratie socialiste,                 | Marxisme-Léninisme                                         | Selahattin Demirtaş            |
| YSGP      | Parti de la gauche et des verts de l'avenir,       | Libertarisme de gauche                                     | Selahattin Demirtaş            |
| SYKP      | Parti socialiste de la refondation,                | Marxisme-Léninisme                                         | Selahattin Demirtaş            |
| HAK-PAR   | Parti du droit et des libertés                     | Nationalisme kurde                                         | N'ont pas présenté de candidat |
| HÜDA PAR  | Parti de la cause libre                            | Islamisme kurde                                            | N'ont pas présenté de candidat |
| MP        | Parti de la nation                                 | Nationalisme                                               | N'ont pas présenté de candidat |
| TKP       | Parti communiste de Turquie                        | Communisme                                                 | N'ont pas présenté de candidat |
| SP        | Parti de la félicité                               | Islamiste                                                  | N'ont pas présenté de candidat |
| HEPAR     | Parti des droits et de l’égalité                   |                                                            | N'ont pas présenté de candidat |
| ÖDP       | Parti de la Lliberté et de la solidarité           |                                                            | N'ont pas présenté de candidat |
| YURT-P    | Parti de la patrie                                 | Nationaliste conservateur                                  | N'ont pas présenté de candidat |
| İP        | Parti des travailleurs                             | Extrême-gauche nationaliste                                | N'ont pas présenté de candidat |

## Sondages d'opinion
| Date            | Organisation | Erdoğan | İhsanoğlu | Demirtaş | Écart |
| --------------- | ------------ | ------- | --------- | -------- | ----- |
| 23 juin 2014    | ORC          | 54,0    | 39,4      | 6,6      | 14,6  |
| 24 juin 2014    | SONAR        | 52,6    | 40,3      | 7,1      | 12,3  |
| 26 juin 2014    | MAK          | 56,1    | 34,2      | 9,5      | 21,9  |
| 30 juin 2014    | MetroPOLL    | 42,2    | 32,9      | 6,7      | 9,3   |
| 2 juillet 2014  | Gezici       | 47,2    | 45,5      | 7,3      | 1,7   |
| 7 juillet 2014  | DESAV        | 58,4    | 33,5      | 8,1      | 24,9  |
| 7 juillet 2014  | Pollmark     | 51,0    | 38,0      | 7,0      | 13,0  |
| 9 juillet 2014  | Konsensus    | 58,2    | 30,3      | 11,5     | 27,9  |
| 9 juillet 2014  | GENAR        | 55,2    | 35,8      | 9,0      | 19,4  |
| 12 juillet 2014 | ORC          | 54,6    | 37,0      | 8,4      | 17,6  |
| 14 juillet 2014 | CHP          | 39,8    | 38,1      | N/A      | 1,7   |
| 20 juillet 2014 | Optimar      | 53,8    | 38,4      | 7,8      | 15,4  |
| 21 juillet 2014 | Gezici       | 53,4    | 38,4      | 8,2      | 15,0  |
| 27 juillet 2014 | ORC          | 54,3    | 38,0      | 7,7      | 16,3  |
| 27 juillet 2014 | Ajans Press  | 57,82   | 33,82     | 9,04     | 24,00 |
| 29 juillet 2014 | Konda        | 55,0    | 38,0      | 7,5      | 17,0  |
| 30 juillet 2014 | SONAR        | 53,3    | 38,4      | 8,3      | 14,9  |
| 3 août 2014     | Konda        | 57,0    | 34,0      | 11,6     | 23,0  |
| 6 août 2014     | A&G          | 55,1    | 33,3      | 9,0      | 21,8  |

## Déroulement du scrutin
L'ouverture du scrutin hors du territoire turc commence le 31 juillet et se termine le 3 août. Les 2 783 660 électeurs expatriés de 54 pays ont voté dans 103 agences consulaires. Les bureaux de vote frontaliers sont ouverts le 26 juillet et fermés le 10 août. En métropole, le premier tour du scrutin est ouvert le dimanche 10 août 2014 de 8 h à 17 h, heure locale (GMT+2).

## Résultats
| Candidats                | Candidats                | Partis                   | Premier tour | Premier tour |
| Candidats                | Candidats                | Partis                   | Voix         | %            |
| ------------------------ | ------------------------ | ------------------------ | ------------ | ------------ |
|                          | Recep Tayyip Erdoğan     | AKP                      | 21 000 143   | 51,79        |
|                          | Ekmeleddin İhsanoğlu     | CHP                      | 15 587 720   | 38,44        |
|                          | Selahattin Demirtaş      | HDP                      | 3 958 048    | 9,76         |
|                          |                          |                          |              |              |
| Votes valides            | Votes valides            | Votes valides            | 40 545 911   | 98,21        |
| Votes blancs et nuls     | Votes blancs et nuls     | Votes blancs et nuls     | 737 716      | 1,79         |
| Total                    | Total                    | Total                    | 41 283 627   | 100          |
| Abstention               | Abstention               | Abstention               | 14 409 214   | 25,87        |
| Inscrits / participation | Inscrits / participation | Inscrits / participation | 55 692 841   | 74,13        |

Résultats obtenus par chaque candidat, par province
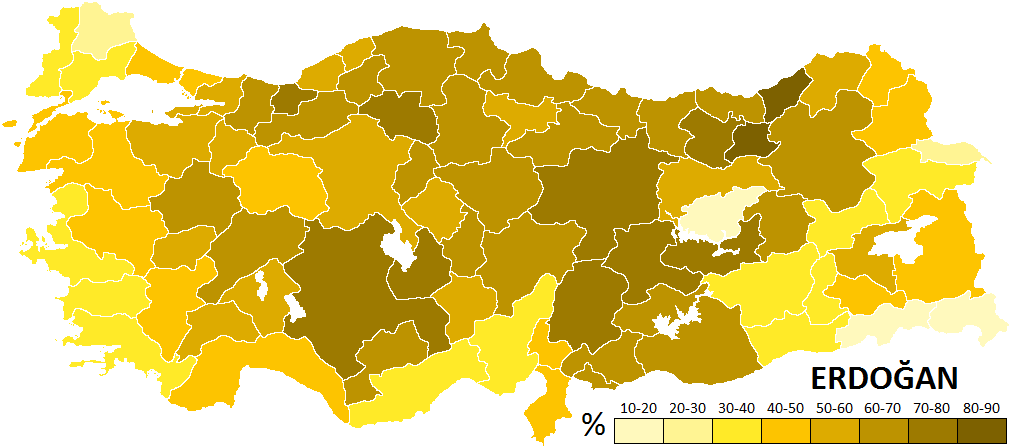
Les résultats obtenus par Recep Tayyip Erdoğan, par provinces.
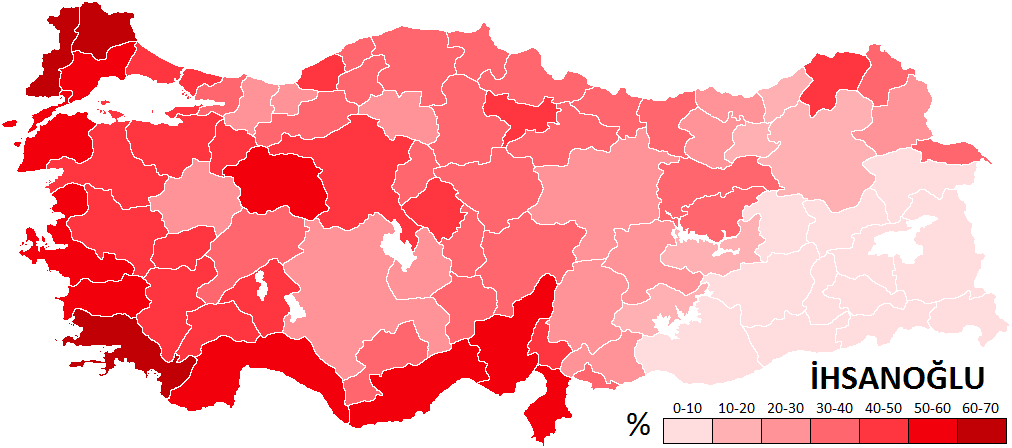
Les résultats obtenus par Ekmeleddin İhsanoğlu, par provinces.
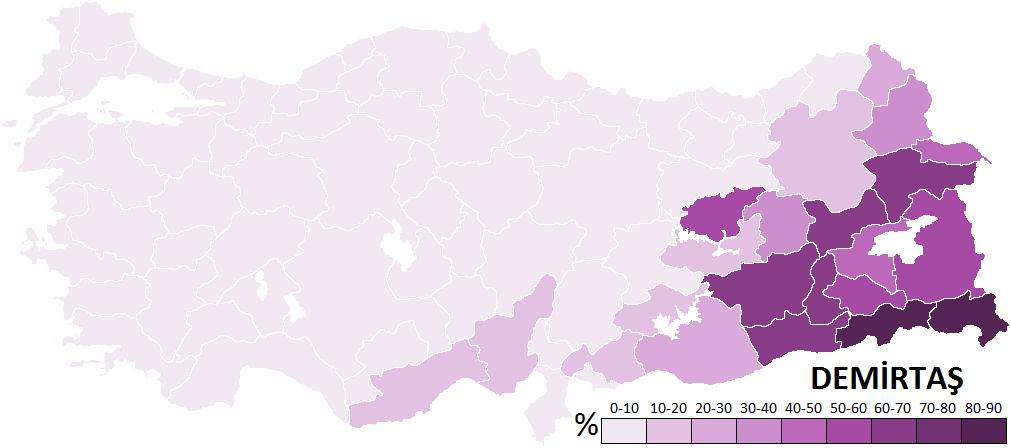
Les résultats obtenus par Selahattin Demirtaş, par provinces.